# Die Deutsche Schule
Zur aktuellen Zeitschrift DDS - Die Deutsche Schule.
Die Deutsche Schule war eine Anfang der 1830er Jahre erschienene Fachzeitschrift und laut ihrem Untertitel „eine allgemeine Zeitung für Unterricht, Schulwesen und Pädagogik überhaupt.“ Das Blatt erschien lediglich in den zwei Jahrgängen 1832 und 1833 in Leipzig im Verlag der Expedition der Deutschen Schule.
2006 erschien über die in Berlin ansässige Bibliothek für Bildungsgeschichtliche Forschung eine digitale Ausgabe mit online-Zugriff auf die historischen Ausgaben.